# IC 2130
IC 2130 је спирална галаксија у сазвјежђу Зец која се налази на листи објеката дубоког неба у Индекс каталогу.
Деклинација објекта је - 23° 8' 44" а ректасцензија 5h 31m 50,3s. Привидна величина (магнитуда) објекта IC 2130 износи 13,2 а фотографска магнитуда 13,8. Налази се на удаљености од 23,953 милиона парсека од Сунца. IC 2130 је још познат и под ознакама ESO 487-19, MCG -4-14-2, PGC 17402.